# Страсті святого Франциска
Страсті Святого Франциска (пол. Ekstaza świętego Franciszka) — картина Ель Греко, що зображає Святого Франциска Ассізького.

## Історія знаходження картини
Картина була виявлена в 1964 році під час інвентаризації історичних пам'яток у Соколовського повіту на Підляшші, що проводилась Інститутом мистецтв. Забраження висіло на стіні парафіяльної церкви, воно було темним і брудним, верхній лівий кут був заплямований. Картина у 1965 році була внесена в каталог пам'яток мистецтва, як автор картини попередньо був внесений Ель Греко.
Після цього почалась робота з детального вивчення роботи художника, для чого було виконане детальне фотографування забраження. Воно було передано одному з найбільших фахівців робіт Ель Греко, професору Хосе Гудіола (ісп. Jose Gudiola) з Барселони, автору дисертації з іконографії та хронології зображень Святого Франциска Ель Греко, опублікованому в «Мистецькому бюлетні» в 1962 році.
E 1966 році в «Бюлетені історії мистецтва» опубліковано статтю «Невідома картина в Косуво з францисканської серії  Ель Греко», в якій висвітлено аналіз картини з точки зору іконографії та порівняно стилістику оригінальних елементів, притаманних творчості іспанця. Проте матеріал не отримав визнання в середовищі мистецтвознавців. Найвищі наукові авторитети висловились проти визнання авторства «Страстей Святого Франциска» пензлю Ель Греко.
Але останнє слово мало належати реставраторам. Неможливо було зробити остаточний висовок про авторство без очищення картини, видалення старого лаку та без технологічних досліджень. В весни 1967 року до початку 1974 року в питанні «Страстей Святого Франциска» настала тиша.
У той же час, після смерті пастора, картина була передана з Косува в єпархію в Седльце. У 1974 році, тобто через 10 років після відкриття, єпископ наказав дослідити зображення. Проведені дослідження виявили у нижній частині зображення, раніше недоступній, оригінальний підпис, написаний грецькою мовою: «Domenikos Theotokop(ulos)», тобто справжнє ім'я Ель Греко. Авторські зміни в зображенні (так звані «pentimenti»), текстура оригінального шару фарби, колір і красу образу, а також результати комплексного аналізу хімічного та спектрального складу засвідчили автентичність роботи. Картина зайняла своє місце в цілому ряді розкиданих по всьому світу понад ста картин Святого Франциска, пов'язаних з Ель-Греко.
Дослідники картини були удостоєні призів і нагород. Професор  Мечислав Гембарович зі Львова надіслав повідомлення: "Я вітаю інтуїцію сильніше, ніж інфрачервоні промені."

## Опис
Картина створена за часів розквіту Іспанії, в період так званого «Золотого Віку».
Момент, зображений на картині, в офіційній біографії святого, так званій «Великій легенді», описав Святий Бонавентура:
|  | О, Господь мій, Ісус Христос, про дві милості прошу тебе перед смертю: перша - відчути душею і тілом, наскільки це можливо, ту скорботу, яку Ти, найсолодший Ісус, зазнав на годину Твоєї лютою пристрасті; друга - відчути серцем, наскільки можливо, ту надзвичайну любов, якою так горіла твоя душа, що Ти по Своїй волі прийняв настільки страшні муки за нас, грішних |

Святий зображений в момент виникнення стигматів. У цей момент Ель Греко, у властивій йому драматичній манері, нахилив Франциска вперед, його очі дивилися на небо; на задньому фоні намальований череп. Колористика картини виконана в холодних тонах.
Це єдина картина Ель Греко, що знаходиться в Польщі.